# Laura Freudenthaler

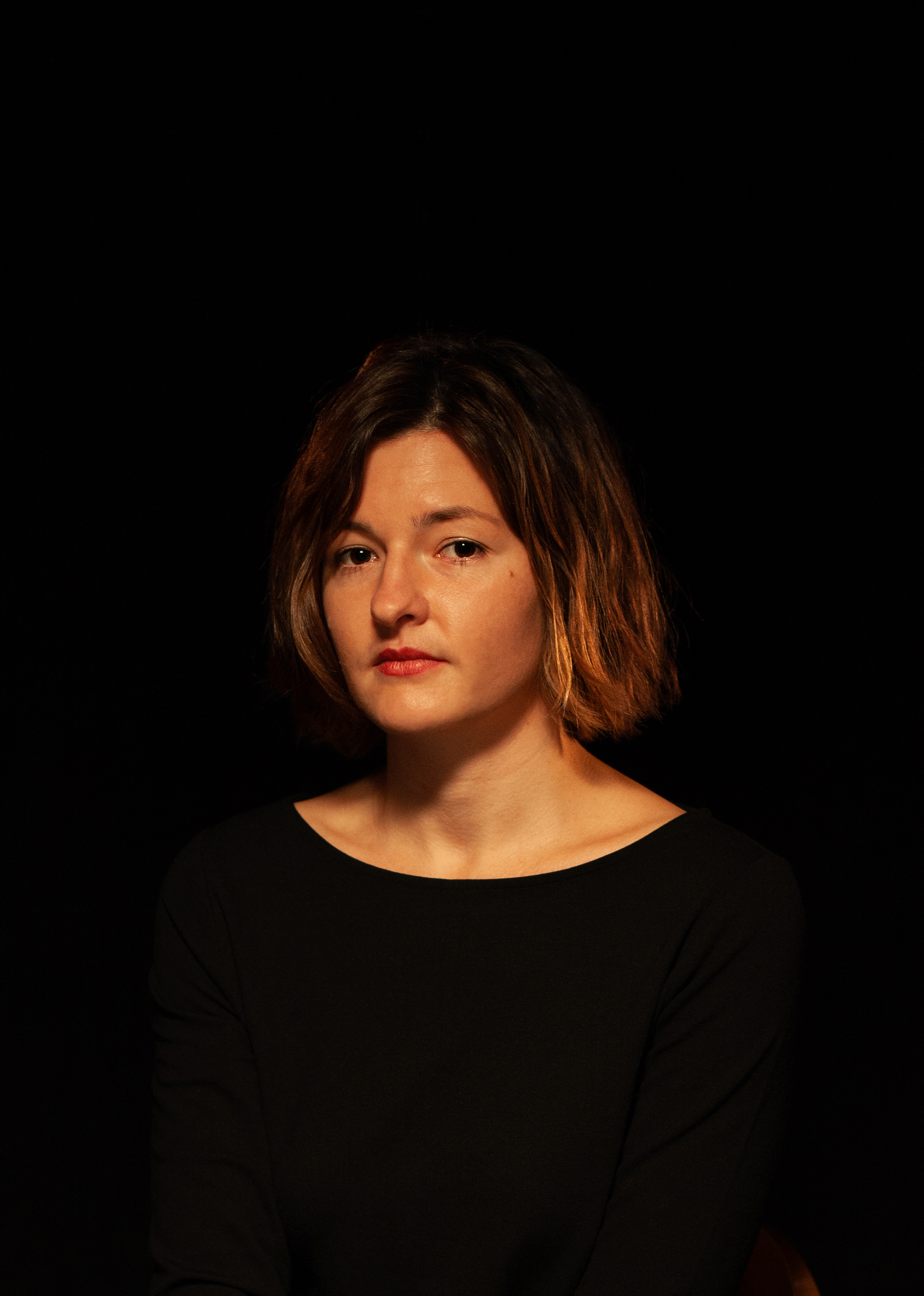
Laura Freudenthaler (2018)

Laura Freudenthaler (Salisburgo, 1984) è una scrittrice austriaca.

## Biografia e carriera letteraria
Laura Freudenthaler ha studiato tedesco, filosofia e studi di genere all'Università di Vienna, laureandosi nel 2008.
Ha esordito sulla scena letteraria nel 2014 con la raccolta di racconti Der Schädel von Madeleine.
Il suo primo romanzo Die Königin schweigt (2017) è stato insignito del Literaturpreis der Stadt Bremen ed è stato nominato miglior romanzo d'esordio in lingua tedesca al Festival du premier roman di Chambéry.
Il suo secondo romanzo Anne e i fantasmi (Geistergeschichte, 2019) ha ottenuto il Premio letterario dell'Unione europea. 
Nel 2020 ha ricevuto il Premio 3sat nell'ambito del Ingeborg-Bachmann-Preis per il suo scritto Der heißeste Sommer (L'estate più calda) ; sempre incentrato sul tema del cambiamento climatico è il suo terzo romanzo, Arson (2023).
Dopo aver vissuto in Francia, si è stabilita a Vienna, dove affianca all'attività letteraria il lavoro di traduttrice dal francese al tedesco.

## Opere

### Racconti
- Der Schädel von Madeleine (Il cranio di Madeleine, 2014).

### Romanzi
- Die Königin schweigt (La regina tace, 2017).
- Anne e i fantasmi, Voland, Roma, 2021 - ISBN 9788862434256 (Geistergeschichte, 2019 - trad. dal tedesco di Paola Del Zoppo).
- Arson (Incendio, 2023).